# Kovács Lajos (színművész)
Kovács Lajos (Bátaszék, 1944. február 9. –) Jászai Mari-díjas magyar színész, érdemes művész.

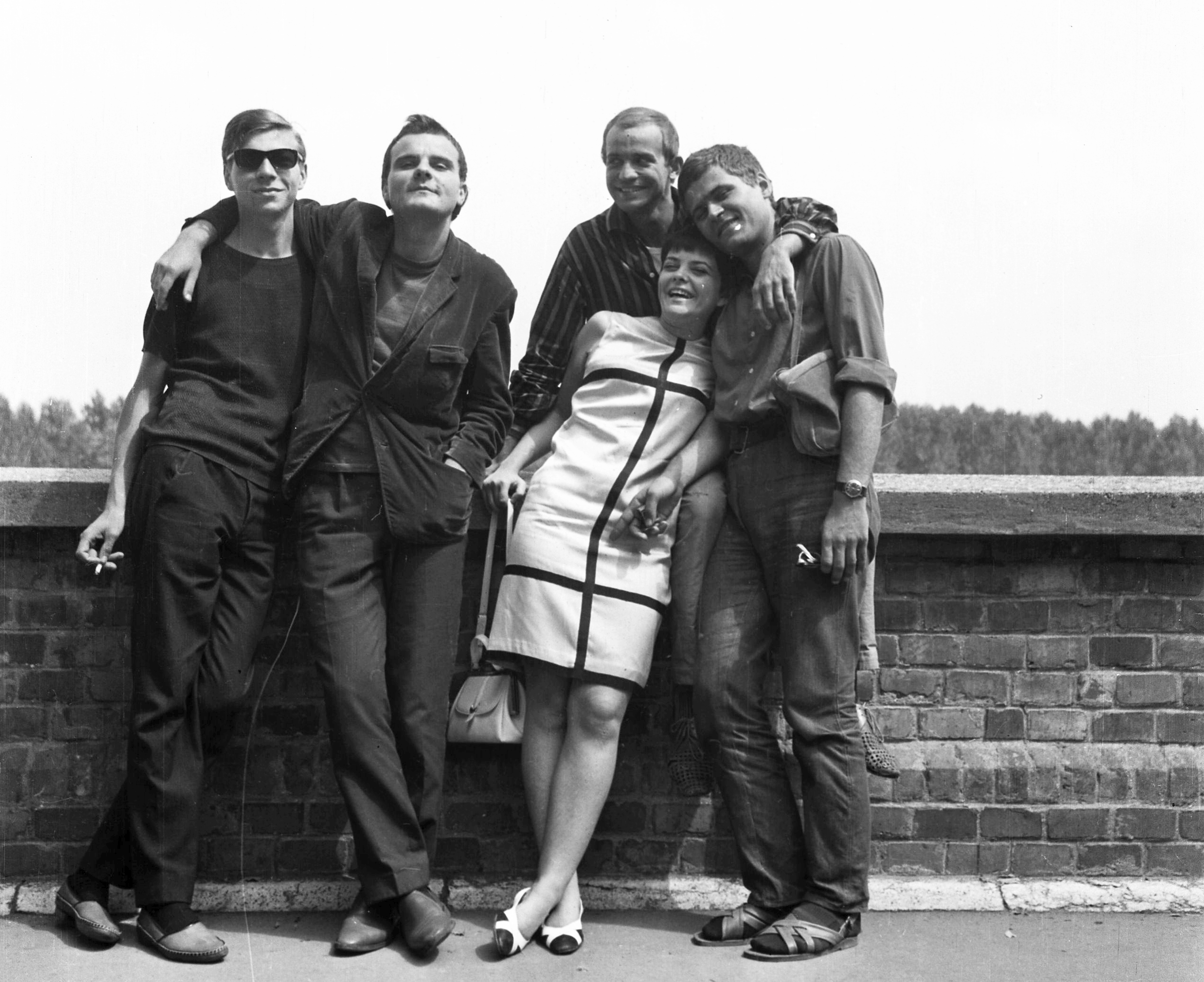
Balról jobbra: Uri István, Kovács Lajos, Dózsa László, Jobba Gabi, Vajda László, a Színművészeti Főiskola hallgatói (1966)

## Színészként
1967-ben végzett a Színművészeti Főiskolán. A diploma után a Békés Megyei Jókai Színházban játszott 12 évig, majd Szegeden, Szolnokon, Veszprémben, Debrecenben és Miskolcon játszott.
Kedvelt film- és színházi színész, több sikeres magyar filmben szerepelt (leghíresebb szerepei az Argo Balogh Tibije, a Kontroll Bélája, és ő játszotta Matula bácsit a 2012-es Tüskevárban.) Szerepelt sorozatokban is, legutóbb a Tűzvonalban című sorozatban, vagy a HBO-n futó Született lúzerben. Emellett videóklipekben is felbukkant, Jonathan Glazer rendező egyik kedvence, a Radiohead együttes Karma Police című videóklipjében és Guinness reklámjában is szerepelt. 1992-ben Jászai Mari-díjat kapott, 1995-ben a Filmkritikusok díját, 2003-ban a 34. Magyar Filmszemlén a Legjobb férfi karakterszínész díját kapta. 1999-ben Maraton címen portréfilm készült róla. 2004-től érdemes művész.

## Színházi szerepeiből
Elmondása szerint pályája kezdetén ellentmondásos és labilis volt, a színpad és az élet azonos minőségű dolog volt számára, a színházi kollégák fele kedvelte, a másik fele nem. Békéscsabán töltött évei alatt két évre kitiltották a színészklubból, akkor született két gyereke. A mesejátékokban sikerült speciális játékokat kitalálnia. Nem szereti a közhelyeket és minden este igyekszik másként játszani ugyanazt a szerepet. Arról híres, hogy kiszámíthatatlan a színpadon. A Békéscsabán töltött 12 év alatt nem tudott fejlődni, onnan Jurka László igazgató rúgta ki. Ezután Kaposvárra is hívták, de annyira messze nem akart kerülni a családjától, így Szolnokra ment, ahol rögtön otthon érezte magát.
Első szolnoki szerepe A születésnap című darab volt, 1979-ben. A szolnoki színháznál töltött évei alatt a következő szerepeire büszke: Ványa bácsi, Hamlet, Kroetz Meierje, Pirandello IV. Henrikje, Harold Pinter A születésnapjából Stanley, vagy az Emigránsokból XX. A Paál István rendezte Hamletből szinte politikai dráma lett, nem is ő, hanem Polonius, a besúgó lett a legfontosabb szereplő. Tele volt a színház spiclikkel, őt magát kétszer is megverték az utcán. Mind a Hamlet, mind a Ványa bácsi nagyon aktuális feldolgozás lett, az egzisztenciáról, a kiszolgáltatottságról szóltak. 1979-ben Szegeden Albee Állatkerti történetében játszott, Miskolcon az Úrhatnám polgár címszerepét alakította.
Woyzeck szerepét nem csak filmen, hanem színházban is játszotta Gödöllőn, Árkosi Árpád rendezésében. A darabban a katona végtelen kiszolgáltatottsága, magánya, víziói, fölfokozott képzelete került a középpontba. Állítása szerint Woyzeck szerepe nehéz szerep volt, nagyon elfáradt benne.
Az 1990-es évektől a budapesti Bárka Színházban játszik. Első szerepét a Ritter Dene Voss című darabban játszotta, Bagossy László rendezésében. Ebben a szerepében megbukott, pszichológiailag is összeroppant.
Harold Pinter egy másik darabjában, a Hazatérésben találta meg újra önmagát. 1999-ben a Cseresznyéskert című darabban játszott, 2002. márciusában Madách Az ember tragédiájában az eszkimó szerepét alakította, majd a Holdfényben szerepelt. Ezek után filmeket forgatott, ezért négy évig nem játszott színpadon. 2008-ban tért vissza a színpadra, Az utolsó szivar című darabban, Bengt Ahlfors, svéd nyelvű finn író művében alakította Lars-ot, a kisváros motoros lelkészét. A szerepet egy hasnyálmirigy-gyulladás utáni felépülés után vállalta, Márton András kérésére.
A Színházi adattárban regisztrált bemutatóinak száma: 129; ugyanitt negyvenkét színházi felvételen is látható.'

## Magánélete
Nős, két gyermek édesapja. Lánya, Kovács Vanda maga is színésznő, fia, Dávid, a Szegedi Városi Bíróságon bíró. Első felesége Murvai Zsuzsanna volt 1969-től 1998-ig. 2005-ben nagy feltűnést keltett, amikor elvette Cseh Anna Marie fotómodellt. 2006-ban elváltak. 2006-ban ismét elvette korábbi feleségét, Gyulán élnek.

## Filmjei
- Valami Amerika (2023)
- Semmelweis (2023)
- Magasmentés (2023)
- Hadik (2023)
- Zárójelentés (2020)
- Donkey Xote (2016) rövidfilm
- A Fekete Múmia Átka (2015)
- Argo 2. (2015)
- Dumapárbaj (2014)
- A hetedik kör (2009)
- Made in Hungaria (2009)
- Tűzvonalban (2008) (TV)
- Kalandorok (2008)
- Tüskevár (2012)
- Valami Amerika 2. (2008)
- Állomás (2008) (TV)
- Könyveskép (2007) (TV)

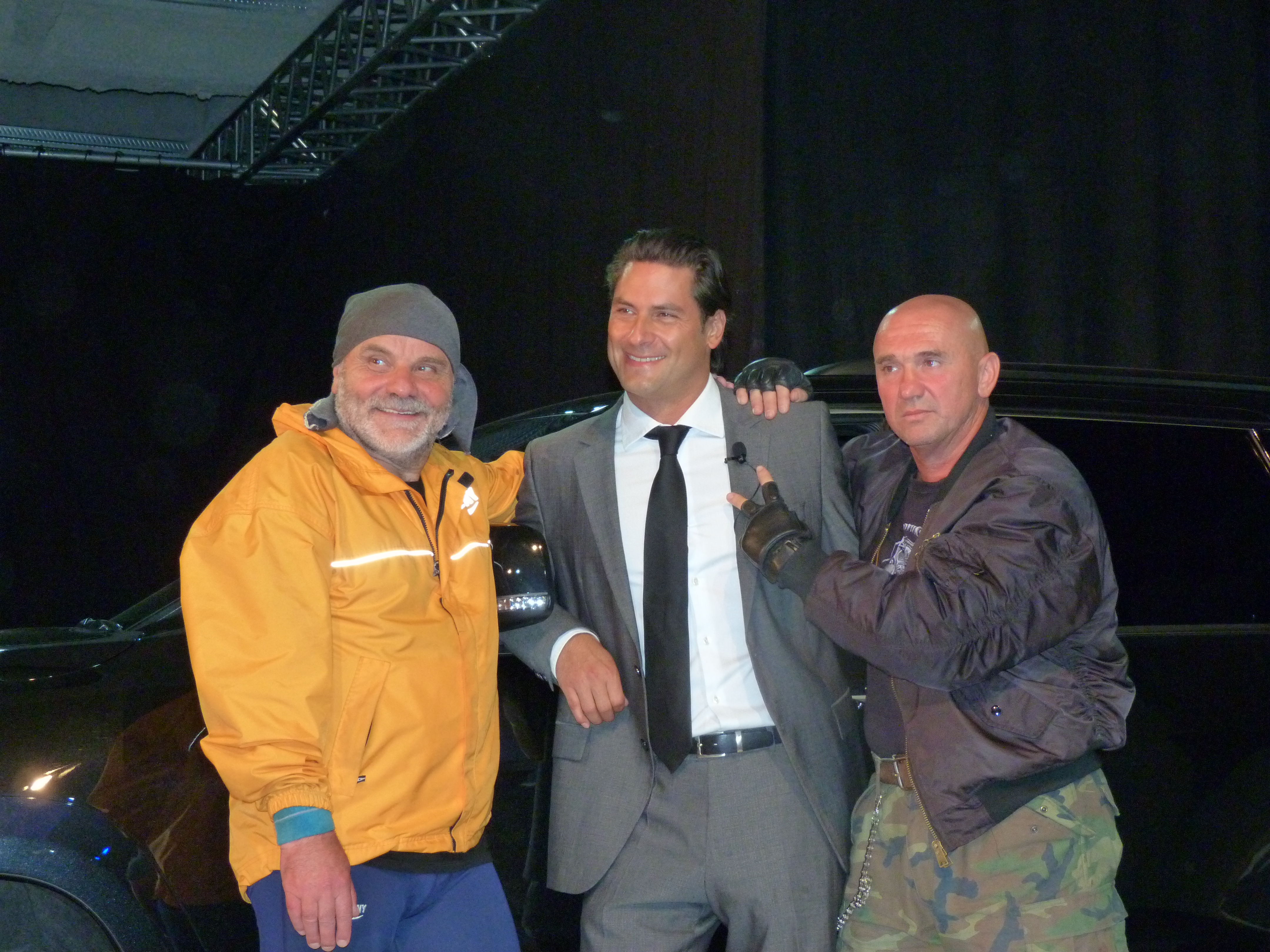
Kovács Lajos (balra) Árpa Attilával (középen) 2013-ban

- Könyveskép - Nyolclábú tükör (2007) (TV)
- Született lúzer (2007) (TV)
- Kruistocht in spijkerbroek (2006)
- Budakeszi srácok (2006)
- Mansfeld (2006)
- Rokonok (2006)
- Ballada (2005)
- Sorstalanság (2005)
- Csudafilm (2005)
- A fény ösvényei (2005)
- Argo (2004)
- Before Dawn (2004)
- Másnap (2004)
- Bolondok éneke (2003)
- Kontroll (2003)
- Tesó (2003)
- Posztkatona (2002)
- Felhő a Gangesz felett (2002)
- Rinaldo (2002)
- Szerelem utolsó vérig (2002)
- A napfény íze (1999)
- 6:3 (1999)
- Érzékek iskolája (1996)
- Sztracsatella (1995)
- Szamba (1995)
- Woyzeck (1994)
- A turné (1993)
- Citromdisznó (1992)
- Céllövölde (1990)
- A legényanya (1988)
- Soha, sehol, senkinek! (1988)
- Hanussen (1988)
- Zuhanás közben (1987)
- Banánhéjkeringő (1987)
- Berlin felett az ég (1987)
- Szerelem első vérig (1986)
- 80 huszár (1978)

## Díjai
- Jászai Mari-díj (1992)[12]
- Hekuba-díj (1994)[13]
- Magyar Filmkritikusok Díja – A legjobb férfi alakítás díja (1995)
- 34. Magyar Filmszemle – Legjobb férfi karakterszínész (2003)
- Érdemes művész (2004)
- Havasi István-díj (Spiró György: Az imposztor; 2011)[14]
- A Magyar Érdemrend tisztikeresztje (2014)